# Nomenclatura stellare
La nomenclatura stellare è eseguita dall'Unione Astronomica Internazionale (UAI), l'autorità internazionale riconosciuta per assegnare nomi alle stelle e agli altri corpi celesti. Molti dei nomi oggi in uso sono stati in realtà ereditati dalle tradizioni vigenti prima che l'UAI esistesse. Altri nomi, specialmente per le stelle variabili (incluse le novae e le supernovae), vengono continuamente aggiunti. La maggior parte delle stelle poco brillanti, e quasi tutte quelle non visibili a occhio nudo, non hanno nome, e per riferirsi a esse si usano i numeri di catalogo. Vengono qui riassunti brevemente alcuni dei metodi usati per nominare le stelle.
Occorre notare che esistono alcune società che sostengono di dare il nome di un loro cliente a una stella, dietro pagamento di alcune centinaia di dollari o euro. Queste società non hanno alcun avallo ufficiale, e nessuno al mondo riconoscerà questi nomi, a parte la società stessa e il cliente, e niente impedisce a due società diverse, o anche alla stessa, di assegnare la stessa stella a due clienti diversi.

## Nomenclature oggi in uso

### Nomi propri
Molte delle stelle più brillanti, oppure interessanti per altri motivi, hanno nomi propri. La maggior parte deriva dall'arabo (l'astronomia era molto sviluppata nel mondo arabo), ma ci sono alcuni nomi derivati dal latino, dal greco e da altre fonti, tra cui anche l'inglese.

### Lettere di Bayer
Johann Bayer introdusse nel 1603 un sistema di nomenclatura per designare le stelle più brillanti di ogni costellazione con una lettera greca, un sistema ancora oggi molto usato: le stelle di ogni costellazione sono ordinate secondo la loro luminosità.

### Numeri di Flamsteed
Anche i numeri di John Flamsteed sono molto usati, anche se si preferisce usare le lettere di Bayer se è possibile. Le stelle di ogni costellazione sono numerate secondo la loro posizione, senza riguardi per la luminosità. Inoltre, in genere sono considerate anche stelle molto più deboli di quelle di Bayer.

### Nomi delle variabili
Alle stelle variabili che non hanno assegnata una lettera di Bayer vengono dati nomi speciali usando le lettere dell'alfabeto in varie combinazioni, oppure dei numeri.

### Numeri di catalogo
In assenza di ogni altro metodo disponibile, per identificare una data stella si usano dei numeri di catalogo. Esistono numerosi cataloghi stellari, e i più grandi (come il Guide Star Catalog II) sfiorano il miliardo di oggetti.

## Nomenclature non più in uso

### Lettere di Piccolomini
Alessandro Piccolomini fu il primo a contrassegnare le stelle in base alla loro luminosità con delle lettere (alfabeto latino), circa 50 anni prima di Bayer. Il suo sistema non è stato ripreso ed è oggi dimenticato.